# Maçãs Vermelhas
Maçãs Vermelhas é uma peça de teatro juvenil da autoria do espanhol Luis Matilla.

## Sinopse
Salim e Ariel são duas crianças que pertencem a dois diferentes povos que disputam o mesmo território, onde as desigualdades tornam, até hoje, impossível qualquer coexistência pacífica. Apesar dos seus povos viverem em guerra e de até os seus próprios pais não concordarem com a sua amizade, estas crianças subvertendo as regras há muito estabelecidas neste conflito, tudo vão fazer para continuarem amigos.e uma paixão surgirá sem que percebam.

## Encenção em Portugal
Foi apresentado em Portugal pelo Teatro Extremo, em Almada, com encenação de Fernando Jorge Lopes e interpretado por Adérito Lopes, Afonso Guerreiro, Isabel Leitão e Rui Cerveira.
Estreou em 2005 e fez digressão por todo o distrito de Setúbal, participou no Festival de Teatro da Covilhã e ainda marcou a sua presença na Festa do Avante, em 2006.

## Fonte
- Página do Teatro Extremo - Almada
- CETbase - Teatro em Portugal